# Phaonia caudilata
Phaonia caudilata este o specie de muște din genul Phaonia, familia Muscidae, descrisă de Fang și Fan în anul 1993.
Este endemică în Yunnan. Conform Catalogue of Life specia Phaonia caudilata nu are subspecii cunoscute.